# パオロ・マッツァリーノ
パオロ・マッツァリーノ（Paolo Mazzarino）は、「イタリア生まれの日本文化史研究家」を自称する覆面作家。（実在しない）イタリアン大学日本文化研究科卒としている。ネット上に「スタンダード反社会学講座」というサイトを開設し、風刺を込めた社会学の解説を行った。2004年にその内容をまとめた『反社会学講座』で書籍デビューした。
その後も主に日本の社会、文化についての著作を出版している。

## 反社会学講座
『反社会学講座』は、イースト・プレスより2004年に出版された、パオロ・マッツァリーノの著書である。
現在の社会学は社会学者が私憤のはけ口として、また彼らの都合のよい稼ぎ口として使われていること、そして、社会学を利用したセンセーショナルな報道の多くは理由なく社会不安をあおるものである、ということを主題とし、それら現在の社会学をパロディーとすることで批判した書である。もともとはインターネット上に発表されているものであり、本書はそれに加筆修正を加えている。
本書は以下のような書き出しから始まる。社会学者は社会の中から気にくわない人を見つけ出し、結論と同義の仮説を作り、都合のいいデータを収集して、一般的な社会問題にすり替えて本を書く（論文は誰も読まない）。相互検証が機能していないためこれで問題は起きない…。
2005年には続編の『反社会学の不埒な研究報告』が出版された。

## 著書
- 『反社会学講座』イースト・プレス、2004年。
- 『反社会学の不埒な研究報告』二見書房、2005年。
  - 改題 『続・反社会学講座』〈ちくま文庫〉2009年。
- 『つっこみ力』筑摩書房〈ちくま新書〉、2007年。
- 『コドモダマシ -ほろ苦教育劇場-』春秋社、2008年。
- 『日本列島プチ改造論』大和書房、2009年。
- 『13歳からの反社会学』角川書店、2010年。
- 『パオロ・マッツァリーノの日本史漫談』二見書房、2011年。
  - 改題 『誰も調べなかった日本文化史: 土下座・先生・牛・全裸』〈ちくま文庫〉2014年。
- 『怒る！日本文化論』技術評論社、2012年。
  - 改題 『日本人のための怒りかた講座』〈ちくま文庫〉2016年。
- 『ザ・世のなか力　そのうち身になる読書案内』春秋社、2013年。
  - 改題 『世間を渡る読書術』〈ちくま文庫〉2017年。
- 『偽善のすすめ』河出書房新社、2014年。
  - 改題 『偽善のトリセツ 反倫理学講座』〈河出文庫〉2019年。
- 『「昔はよかった」病』〈新潮新書〉2015年。
- 『エラい人にはウソがある　論語好きの孔子知らず』さくら舎、2015年。
- 『みんなの道徳解体新書』〈ちくまプリマー新書〉2016年。
- 『会社苦いかしょっぱいか　社長と社員の日本文化史』春秋社、2017年。
  - 改題 『サラリーマン生態100年史　ニッポンの社長、社員、職場』角川新書、2020年。
- 『歴史の「普通」ってなんですか？』〈ベスト新書〉2018年。
- 『思考の憑きもの 論より実践のクリティカルシンキング』二見書房、2021年。
- 『読むワイドショー』〈ちくま新書〉2023年。